# STIBM

Zone tariffarie STIBM

Lo STIBM (acronimo di Sistema Tariffario Integrato del Bacino di Mobilità) è un sistema tariffario integrato in vigore nell'area metropolitana di Milano, utilizzato in tutti i comuni della città metropolitana di Milano (ad eccezione di San Colombano al Lambro) e della provincia di Monza e della Brianza, in 7 comuni della provincia di Lodi e in 1 della provincia di Pavia.

## Storia
È entrato in vigore il 15 luglio 2019 in sostituzione del precedente sistema SITAM, inaugurato nel 1989, rispetto al quale il nuovo sistema offre un'integrazione tra i diversi mezzi di trasporto molto maggiore.
Secondo quanto indicato dall'art. 44 della Legge della Regione Lombardia 4 aprile 2012, n. 6 (“Disciplina del settore dei trasporti”), aderiscono al sistema i servizi di TPL comunali, di area urbana ed interurbani ed i servizi ferroviari. La fase di avvio ha interessato una parte dei servizi appartenenti al bacino di mobilità, in particolare quelli gestiti dall'azienda municipalizzata milanese di trasporti ATM, dai gestori delle linee automobilistiche interurbane che gravitano intorno a Milano (come Nord Est Trasporti, Autoguidovie e altri indicati dall'Agenzia TPL competente) e da Trenord e Trenitalia per le tratte ferroviarie urbane milanesi e per tutti i servizi ferroviari regionali interamente compresi nell'area STIBM (che in precedenza erano soggette a tariffazione regionale).
Inizialmente erano compresi nell'area di validità del sistema tariffario anche alcuni comuni nelle province di Bergamo, Como, Lecco e Varese, poi eliminati a fine luglio 2019.
Nella Legge n.6 è prevista una progressiva espansione dell'area di validità, che, a regime, arriverà a comprendere l'intero territorio della regione Lombardia, con uno STIBM per ciascuno dei 6 bacini di mobilità, ed i titoli di viaggio integrati gradualmente sostituiranno completamente quelli emessi dai singoli gestori.
Il Regolamento che disciplina le modalità di applicazione a regime dello STIBM è pubblicato sul sito ufficiale dell'Agenzia TPL, che ha inoltre la competenza sulla definizione di zone tariffarie, titoli di viaggio, livelli tariffari ed eventuali introduzioni di agevolazioni tariffarie di bacino (art. 7, comma 13-c della Legge n.6/2012 e art. 6, comma 1-b del Regolamento Regionale 10 giugno 2014, n. 4).
Dal 1º ottobre 2019, nelle aree in cui è vigore lo STIBM, sono disponibili unicamente i nuovi titoli di viaggio integrati.
Dal 9 gennaio 2023, a fronte di delibera dell'Agenzia TPL competente, alcuni titoli di viaggio dell'area STIBM hanno subito rincari di prezzo. In particolare, il biglietto ordinario minimo acquistabile per attraversare Milano (Mi1-Mi3) è passato da 2,00 euro a 2,20 euro. Si tratta della prima modifica del costo del servizio da quando è stato adottato lo STIBM.

### Agevolazioni e mitigazioni

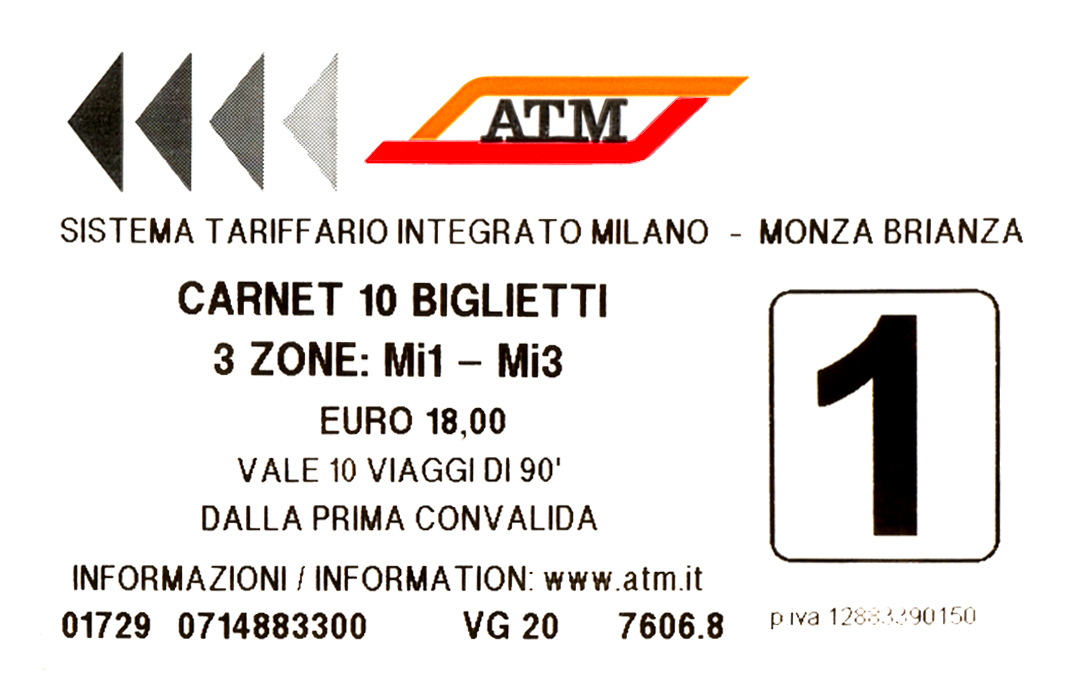
Carnet magnetico Mi1-Mi3, valido per 10 viaggi, con la tariffa in vigore fino al 2023

Secondo lo stesso Regolamento (art. 28, comma 5) i singoli enti locali, a seguito di un parere favorevole dell'Agenzia TPL competente, hanno la facoltà di introdurre ulteriori agevolazioni e gratuità tariffarie sui propri servizi (come ad esempio gli abbonamenti under 30 del Comune di Milano), per le quali devono tuttavia prevedere l'erogazione di adeguate compensazioni economiche a favore dei gestori dei servizi di TPL.
Per cercare di colmare le differenze di costo a parità di distanze percorse e servizi utilizzati che si sono venute a creare tra le nuove tariffe STIBM e quelle precedentemente adottate dai titoli SITAM e dai titoli ferroviari, la Regione Lombardia, con la Delibera di Giunta Regionale n. XI/2088 del 31 luglio 2019, ha approvato una forma di mitigazione valida fino al 30 settembre 2020 e rivolta a coloro che, nei dodici mesi precedenti il 1º ottobre 2019, hanno acquistato almeno 3 abbonamenti mensili esclusivamente ferroviari per 3 mesi consecutivi tra le stesse località oppure un abbonamento annuale esclusivamente ferroviario valido per almeno 3 di tali dodici mesi, ed acquisteranno, per impiegarli solo su servizi ferroviari tra le stesse località dei titoli precedenti, almeno 3 abbonamenti mensili STIBM per 3 mesi consecutivi oppure un abbonamento annuale STIBM valido per almeno 3 mesi tra il 1º ottobre 2019 ed il 30 settembre 2020. Con questi requisiti è possibile richiedere un rimborso pari alla differenza di prezzo tra i vecchi titoli e quelli nuovi, per tanti mesi quanti sono i mesi di abbonamento allo STIBM trascorsi al momento della richiesta del rimborso.
Con l'entrata in vigore degli abbonamenti integrati, sono state altresì abolite le tessere di riconoscimento personali (Allegato A, art. 2.2, comma 3 alla citata Delibera n. XI/2088 e Allegato 3.F al Regolamento Tariffario), introdotte dai gestori aderenti al SITAM nei primi anni 2010.

## Modalità di utilizzo

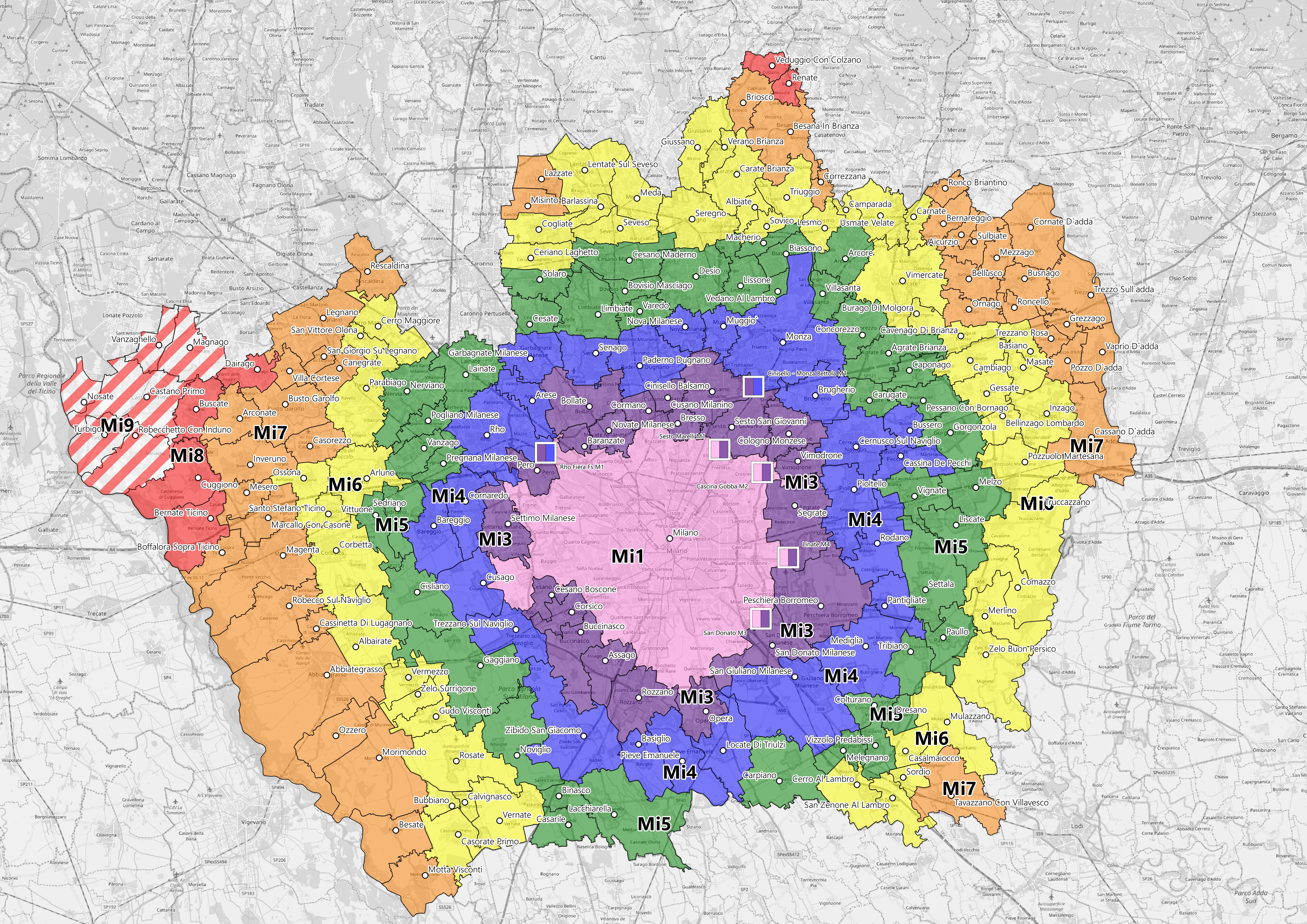
Zonizzazione STIBM su cartografia OpenStreetMap

Il territorio è suddiviso in 8 fasce concentriche, aventi ampiezza di circa 5 km ciascuna e aventi centro nella città di Milano. A ciascuna fascia corrisponde un proprio codice identificativo, costituito dalla sigla Mi- seguita da un numero crescente: la zona Mi-1 è costituita solamente dal territorio di Milano, al di fuori di essa si procede, in sequenza, dalla zona Mi-3 alla zona Mi-9. Le tariffe dei titoli di viaggio vengono calcolate sulla base del numero di fasce contigue in cui il titolo è valido.
Ogni comune appartiene interamente ad una sola fascia.
La tariffa minima acquistabile (cioè quella da acquistare anche in caso di spostamenti di ampiezza inferiore) è quella corrispondente a due zone, con un costo di 1,60€; il costo aumenta di 0,40€ per ogni zona aggiuntiva attraversata. A ciò fa eccezione la città di Milano, dove la tariffa minima acquistabile è invece quella corrispondente a tre zone, con un costo di 2,20€, che consente di spostarsi all'interno della città di Milano e nei 21 
comuni della zona Mi-3.
I titoli di viaggio STIBM permettono di utilizzare, entro i limiti di validità temporale, qualsiasi mezzo di trasporto pubblico di qualsiasi gestore, esclusi i treni a lunga percorrenza con prenotazione ed assegnazione del posto, che effettui servizio su una tratta compresa in un numero di zone che non superi quello di validità del titolo, senza limitazioni sui cambi di mezzo. I biglietti di corsa semplice ed i carnet STIBM consentono, inoltre, sempre entro il tempo massimo dalla convalida, un numero illimitato di viaggi sulla rete metropolitana milanese e su tutte le tratte ferroviarie regionali comprese nell'area di validità, particolarità assenti nel vecchio sistema SITAM e nei vecchi sistemi di tariffazione ferroviaria regionale.